# Joy Eze
Joy Eze (ur. 23 kwietnia 1988) – nigeryjska lekkoatletka, sprinterka.

## Osiągnięcia
- brązowy medal igrzysk wspólnoty narodów (sztafeta 4 x 400 m, Melbourne 2006)
- srebro Mistrzostw Świata Juniorów (sztafeta 4 x 400 m, Pekin 2006)
- srebro (bieg na 400 m) oraz złoto (sztafeta 4 x 400 m) igrzysk afrykańskich (Algier 2007)
- złoty medal mistrzostw Afryki (sztafeta 4 x 400 m, Addis Abeba 2008)

W 2008 Eze reprezentowała Nigerię podczas igrzysk olimpijskich w Pekinie. W starcie indywidualnym odpadła w półfinale 400 metrów, zaś w sztafecie 4 x 400 metrów razem z koleżankami z reprezentacji uplasowała się na 5. pozycji.

## Rekordy życiowe
- bieg na 400 metrów – 51,20 (2007)